# Miriam Zohar
Miriam Zohar (născută Marcela Katz la 16 octombrie 1931la Cernăuți) este o actriță israeliană de teatru, originară din Bucovina. 
Ea este laureata premiului Israel.

## Biografie

### Anii de copilărie și tinerețe
Miriam Zohar, pe atunci Marcela Katz, s-a născut în 1931 la Cernăuți, atunci în Regatul României, ca al treilea copil al lui Hanoch Gerșon Katz, comerciant, și al lui Rachel Katz, născută SchwarzerPărinții ei erau evrei tradiționaliști originari din Polonia care au fugit din această țară în România, după ce tatăl se eschivase de la recrutare în armata polonă. În 1940 orașul ei natal a fost cedat de România Uniunii Sovietice, în urma unui ultimatum din partea acesteia.În vara 1941 trupele române și germane au intrat în Cernăuți, izgonind armata sovietică. Familia Katz a fost atunci deportată de regimul Ion Antonescu împreună cu majoritatea evreilor din Cernăuți mai întâi în ghetoul Cernăuți, apoi în lagăre și ghetouri în Transnistria, unde au fost supuși la cele mai grele privațiuni. Familia Katz, inclusiv Marcela și frații ei, Isaac și Avram, au fosti duși la Tulcin. Când în 1944 armata sovietică a reocupat Transnistria și Bucovina, Miriam și familia ei, care au supraviețuit, au revenit la Cernăuți, care a ajuns din nou sub dominația sovietică. Autoritățile sovietice l-au arestat curând pe tatăl ei, care a murit la scurt timp după aceea. Miriam și restul familiei au primit dreptul de a se repatria în România și s-a stabilit într-o tabără de tranzit la Timișoara. Acolo ea a lucrat o vreme ca educatoare la o grădiniță evreiască.În 1948 ei au emigrat în Palestina în cadrul emigrației evreiești ilegale, la bordul vaporului „Pan York” (cunoscut în ebraică sub numele „Kibutz Galuyot”). Vase militare britanice au acostat vaporul cu emigranți ilegali și i-au deportat în tabere de detenție în Cipru. Acolo Miriam a fost remarcată de Itzhak Paner, conducătorul unei trupe de teatru amator în limba idiș,care a convins-o să se alăture ansmablului, mai întâi ca figurantă. De atunci, povestea mai târziu actrița, s-a molipsit de microbul teatrului. În februarie 1949, după întemeierea Statului Israel, Miriam și familia ei au putut, în sfârșit, să ajungă în Israel și au locuit un timp într-o tabără de imigranți la Binyamina. Ulterior, cu ajutorului unui împrumut de la o rudă, au cumpărat o mică locuință la Jebalia-Givat Haaliyá, la Jaffa.

### În Israel

Miriam Zohar, alături de Shimon Finkel, în rolurile principale din piesa „Cezar si Cleopatra” de G.B.Shaw pe scena Teatrului Habima din Tel Aviv, în 1953

Miriam Zohar a fost la început invitată să joace la un teatru în limba idiș condus de Yaakov Mansdorf. Acolo ea a fost remarcată de doi actori de frunte de la Teatrul ebraic Habima, Tzvi Fridland și Shimon Finkel, în vreme ce juca în „Mirandolina” de Carlo Goldoni și pe baza recomandarii lor, în 1951 a fost primită în colectivul de actori al acestuia. Ea a jucat de atunci în ebraică la Teatrul Habima până în anul 1994. Zohar („strălucire”) a devenit numele ei de scenă, și apoi de familie, în vremea activității ei la Habima. Vreme de ani de zile ea a interpretat numeroase roluri de personaje principale feminine din piese străine și locale, sub regia lui Hy Kalus. Între alte roluri se pot menționa Gretchen în „Faust” de Goethe, Solveig în Peer Gynt (1951) de Ibsen, Cordelia în Regele Lear de Shakespeare, Medeea în tragedia cu acelaș nume de Euripide, Maria Stuart in piesa cu acelaș nume de Friedrich Schiller,Irina Arkadina în „Pescărușul” de Cehov,Mirele Efros în piesa cu acelaș nume de Yaakov Gordin, Hanna Szenes în piesa cu acelaș nume (1958) de Aharon Megged, Serafina în „Trandafirul tatuat” de Tennessee Williams.Rolurile care i-au mărit faima au fost cel a lui Anna din „Anna Christie” de O'Neill și Martha din „Cui i-e frică de Virginia Woolf?” de Edward Albee. 
După ce a plecat de la Habima, Miriam Zohar a început o lungă colaborare cu Teatrul Beit Lessin, unde a cooperat cu dramaturgul și regizorul Shmuel Hasfari.
Ea poate fi văzută și în producții de cinema și televiziune, precum și în spectacole în limba idiș ale Teatrului Idișpil din Tel Aviv. în 2004 a jucat in filmul „Dinastia Schwartz”.

## În viața privată
Miriam Zohar a fost căsătorită de doua ori:odată în tabără în Cipru, cu un bărbat numit Szmukler, căsătorie care nu durat puțin, între altele din cauza împotrivirii soțului la cariera actoricească a soției. Ulterior ea s-a căsătorit cu ziaristul divorțat Arie Haim Gelblum (1921-1993), cu care a avut două fiice: Nili, căsătorită Gilo, și Tami Ben Gal. Ginerele ei,juristul David Gilo,profesor la Universitatea Tel Aviv, a fost în anii 2011-2015 directorul autorității responsabile cu lupta anti-trust în Israel.

## Premii și onoruri
- 1957 Premiul Klausner
- 1957 Premiul Gnessin al Teatrului Habima pentru rolul Anna din piesa „Anna Christie” de Eugene O'Neill
- 1961 Premiul Milo pentru rolul Ann Sullivan din piesa The Miracle Worker de William Gibson
- 1980 - Premiul Aharon Ashman pentru rolul jucat în „Călătorie” de Maria Földes
- 1980 - Premiul Trandafirul de argint al ziarului israelian Maariv la categoria actrița anului
- 1981   Premiul Meir Margalit pentru rolul doamnei Wire în piesa „Vieux Carré” de Tennessee Williams
- 1987 - Premiul de stat Israel pentru întreaga ei activitate în teatru
- 1991 - Premiul Rafael Kleczkin pentru actorie
- 2003 - Premiul israelian pentru teatru, ca recunoaștere a întregii ei activități
- 2006 - Cetățeană de onoare a orașului Tel Aviv
- Doctor honoris causa al Universității Bar Ilan din Ramat Gan (2009)  al Universității Tel Aviv (2011), al Universitatii Ben Gurion a Neghevului, din Beer Sheva (2014)
- 2012 - „Decorația Luminii” din partea Fondului pentru asistența supraviețuitorilor Holocaustului
- 2014 - Miriam Zohar a fost aleasă printre cele 14 femei care au aprins făclii la ceremonia Zilei Independenței a Israelului
- 2015 - a fost candidată la un premiu Ophir pentru cea mai bună actriță, datorită rolului ei din filmul „Păsări de foc”
- Primăria orașului Holon a numit o stradă în cinstea ei.
- 2020 - Premiul Teatrului Cameri pentru jocul ei in piesa Nepotul

2021 - Premiul Universității Bar Ilan pentru întreaga ei activitate